# Gallu

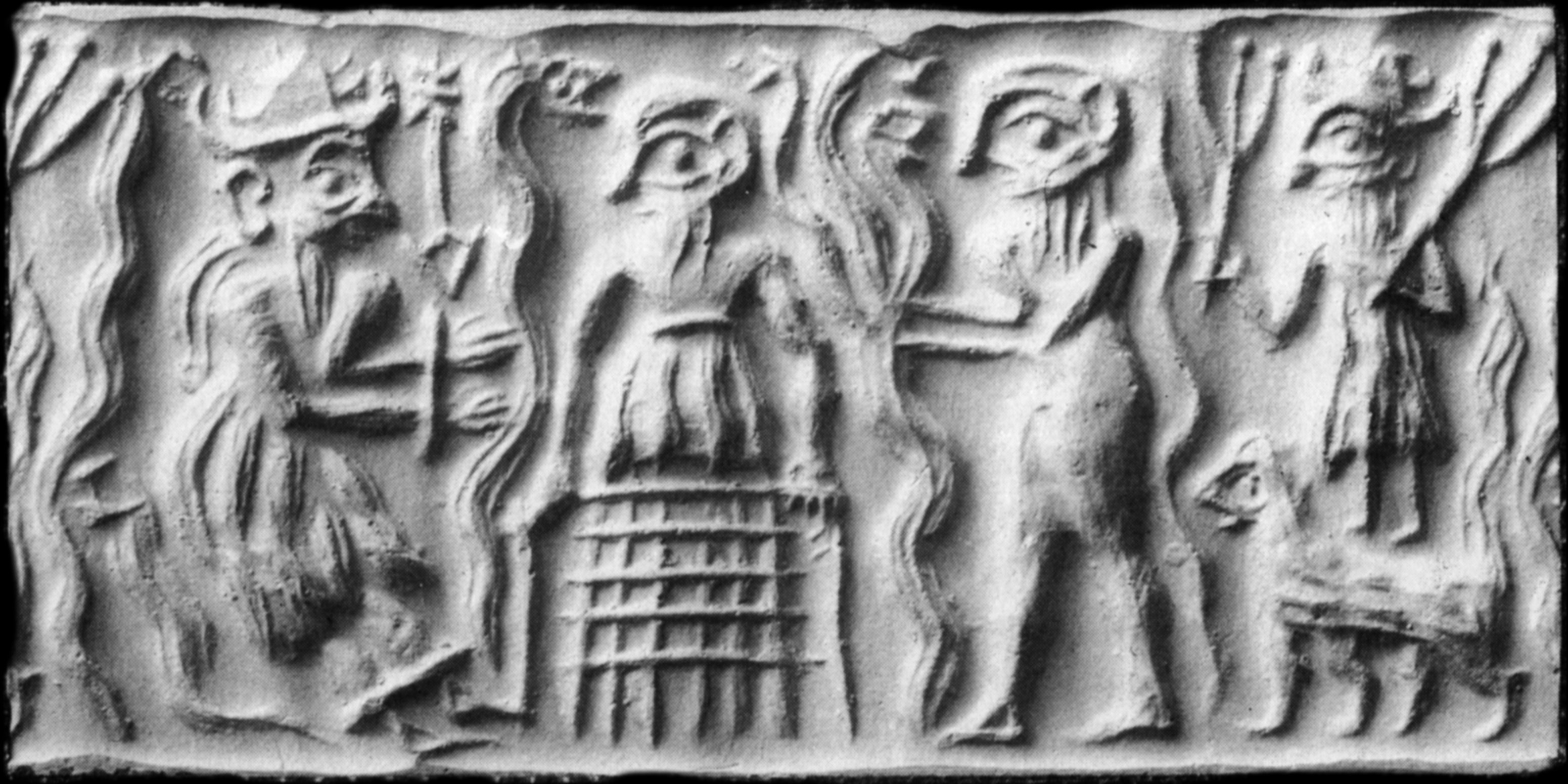
Une représentation tirée d'un ancien sceau-cylindre sumérien montrant le dieu Dumuzi torturé dans le monde souterrain par des démons gallus

Les Gallus (en akkadien gallû ; dérivé du sumérien galla) sont des démons de la mythologie mésopotamienne, appartenant aux Enfers.

## Rôle mythologique
Le rôle des Gallus est en particulier de s'emparer et de jeter leurs victimes malchanceuses dans l'Autre Monde. Ils sont souvent mentionnés dans des incantations, parmi les sept démons infernaux (ou les « rejetons de l'enfer ») de la mythologie mésopotamienne ; dans un texte il est par ailleurs précisé que les Gallus sont eux-mêmes au nombre de sept. 
Ils apparaissent en particulier dans le mythe de la Descente d'Inanna aux Enfers, dans lequel la déesse Inanna (ou Ishtar) est accompagnée par des Gallus lorsqu'elle sort des Enfers afin de trouver un substitut pour la remplacer dans l'Autre-Monde. Ce sont eux qui s'emparent de son amant Dumuzi qu'elle désigne pour prendre sa place. Ils apparaissent dans un récit appartenant à ce cycle, Le rêve de Dumuzi, poursuivant le malheureux dieu qui cherche à leur échapper en vain.